# Деяке маля
«Деяке маля» (англ. Some Baby) — американська короткометражна кінокомедія режисера Хела Роача 1915 року.

## У ролях
- Гарольд Ллойд — Одинокий Люк
- Джин Марш
- Джек Спінкс
- Елсі Грісон
- Артур Гаррісон